# Adama Sallé
Adama Sallé (Zaongo, 1981 – Ouagadougou, 21 juli 2014) was een Burkinees filmmaker en schrijver. Hij studeerde economie aan de Universiteit van Ouagadougou en schreef daarna zijn eerste roman. Daarna deed hij een studie filmproductie aan de École supérieure des arts visuels de Marrakech en een specialisatie in documentaires aan de George Washington-universiteit. In de Verenigde Staten maakte hij de film L'Or blanc die prijzen behaalde op het Panafrikaans Festival van Ouagadougou voor Film en Televisie van 2011. Sallé overleed in 2014 aan dengue.

## Werken

### Romans
- 2006: Un mariage oblique

### Films
- 2009: Le Soleil se couche aussi à Marrakech
- 2010: L'Or blanc
- 2013: Tao-Tao !